# Великолучківська сільська територіальна громада
Великолучківська сільська громада — територіальна громада в Україні, в Мукачівському районі Закарпатської області. Адміністративний центр — село Великі Лучки.
Площа громади —  км², населення —  мешканців (2020).
Утворена 12 червня 2020 року шляхом об'єднання Великолучківської, Ракошинської, Зняцівської і Кальницької сільських рад Мукачівського району.

## Населені пункти
У складі громади 17 сіл:
- с. Бенедиківці
- с. Великі Лучки
- с. Вінкове
- с. Домбоки
- с. Драгиня
- с. Зняцьово
- с. Кайданово
- с. Кальник
- с. Кінлодь
- с. Кузьмино
- с. Медведівці
- с. Ракошино
- с. Руська Кучава
- с. Руське
- с. Червеньово
- с. Чопівці
- с. Шкуратівці